# Ешлі Белл
Анна Ешлі Белл (англ. Anna Ashley Bell; нар. 26 травня 1986) — американська акторка, кінорежисерка-документалістка, сценаристка, продюсерка.

## Біографія
Ешлі Белл народилася в Санта-Моніці, штат Каліфорнія, дочка акторки Вікторії Керролл й актора Майкла Белла.
Відвідувала Тішську школу мистецтв Нью-Йоркського університету, яку закінчила у 2007 р. зі ступенем бакалавра образотворчих мистецтв.

### Кар'єра
Після низки фільмів і телевізійних виступів у т/с Публічний Бостон, CSI: Місце злочину, фільму Марка Поліша Тільки спокій, чотирьох епізодів Така різна Тара на каналі Showtime Белл дебютувала у головній ролі Нелл Світцер у фільмі жаху 2010 р. Останній екзорцизм.
Її продуктивність принесла їй Іномінацію на Independent Spirit Award 2010 за найкращу жіночу роль другого плану. The New York Post оцінила ефективність Белл як «працю гідну Оскара» за зображення одержимої дівчини.

## Фільмографія
| Роль | Назва                                    | Роль                       | Примітки                                                         |
| ---- | ---------------------------------------- | -------------------------- | ---------------------------------------------------------------- |
| 2003 | Публічний Бостон                         | Колін                      | Епізод: «Частина 23»                                             |
| 2007 | CSI: Місце злочину                       | Лені                       | Епізод: «Прощавай і вдачі»                                       |
| 2009 | Така різна Тара                          | Тоня                       | 4 епізоди                                                        |
| 2009 | Ігри влади                               | Голос (у титрах відсутній) |                                                                  |
| 2009 | Тільки спокій                            | Студентка                  |                                                                  |
| 2010 | Магія                                    | Додатковий голос           |                                                                  |
| 2010 | Останній екзорцизм                       | Нелл Світцер               | Номінація — Independent Spirit Award Номінація — MTV Movie Award |
| 2011 | Судний день                              | Мері                       |                                                                  |
| 2011 | Правда про ангелів                       | Руда                       |                                                                  |
| 2011 | Ініціювання                              |                            | Короткометражний фільм                                           |
| 2012 | У гонитві за Шекспіром                   | Molly                      | Прем'єра — березень 2013                                         |
| 2012 | Пінгвіни Мадагаскару                     | Зоі                        | голос                                                            |
| 2012 | Спаркс                                   | Леді Гевенлі               |                                                                  |
| 2013 | Останнє вигнання диявола: Друге пришестя | Нелл Світцер               | Завершений                                                       |
| 2013 | Підбадьоритися                           | Кеті                       | Завершений                                                       |
| 2013 | Човен 3: Домашній фронт                  | Лілі                       | direct-to-DVD                                                    |

| Рік  | Назва               | Роль          | Примітки |
| ---- | ------------------- | ------------- | -------- |
| 2005 | Kingdom of Paradise | Лю Ян         |          |
| 2010 | Alice in Wonderland | Біла королева |          |
| 2012 | Sorcery             | Ерлайн        |          |